# نجات گریس
نجات گریس (انگلیسی: Saving Grace) یک مجموعهٔ تلویزیونی جنایی است که در ۳ فصل مابین سال‌های ۲۰۰۷ تا ۲۰۱۰ میلادی از شبکهٔ تی‌اِن‌تی پخش شد.

## گزیدهٔ بازیگران
- هالی هانتر
- لئون ریپی
- کنی جانسون
- لورا سن جاکومو
- بایلی چیس
- گرگوری نورمن کروز
- لورین توسان
- دیلن مینت
- بوکیم وودبین
- تام ایروین
- یانی کینگ